# Cesare Dandini
Cesare Dandini (Firenze, 1º ottobre 1596 – Firenze, 7 febbraio 1657) è stato un pittore italiano.

## Biografia
Membro di una famiglia di pittori apprese l'arte del disegno dal padre Pietro e lavorò con il fratello minore Vincenzo. Condivise con Carlo Dolci una visione della pittura da cavalletto di stampo mistico e oleografico, prova ne siano i ritratti di santi e le pale d'altare lasciate in numero considerevole per molte commissioni soprattutto in Toscana.
All'età di dodici anni fu messo dal padre nella bottega di Francesco Curradi, al tempo uno dei maggiori pittori del tardo manierismo fiorentino. Il Curradi impose il Dandini all'attenzione del granduca Cosimo II de' Medici e a quella del ritrattista ufficiale della corte medicea Giusto Sustermans. Dopo tre anni di scuola dal Curradi, il padre lo fece entrare nella bottega di Cristofano Allori, altro importante pittore fiorentino, ma non potendo migliorare la sua pittura con l'Allori, presto si spostò nella bottega del Passignano. Questo pittore lo coinvolse, vedendo che la sua pittura era ormai matura, nella complessa decorazione del Duomo di Pisa. Lasciato anche il Passignano, Cesare Dandini divenne uno dei ritrattisti più richiesti dalla nobiltà fiorentina che lo adoperò per riempire le proprie collezioni, con ritratti su tela e su rame.
Filippo Baldinucci, che scrisse la sua Vita in Notizie de' professori del disegno da Cimabue in qua, ne parla come di un giovane dalla vita inquieta, piena di svaghi, e cattive compagnie: 
(p. 212)
In questo periodo fu anche coinvolto in un duello al coltello, con uno dei suoi compagni di baldoria, uccidendolo. Sfuggito alla cattura, si costituì con la protezione di "personaggi d'alto affare" (p. 213), e fu esiliato fuori dalle mura della città. Dopo questo periodo, che finì nel 1625 circa, il Dandini si rifugiò nella pittura, soprattutto di pale d'altare sinché non morì d'asma, malattia che lo aveva accompagnato negli ultimi anni della sua vita, il 7 febbraio 1657 (per il Baldinucci invece l'8 febbraio 1658).
Fra i suoi molti allievi si ricordano: Stefano della Bella, Alessandro Rosi, Antonio Giusti, Giovanni Domenico Ferrucci, Jacopo Giorgi e il fratello minore Vincenzo Dandini.

## Le opere

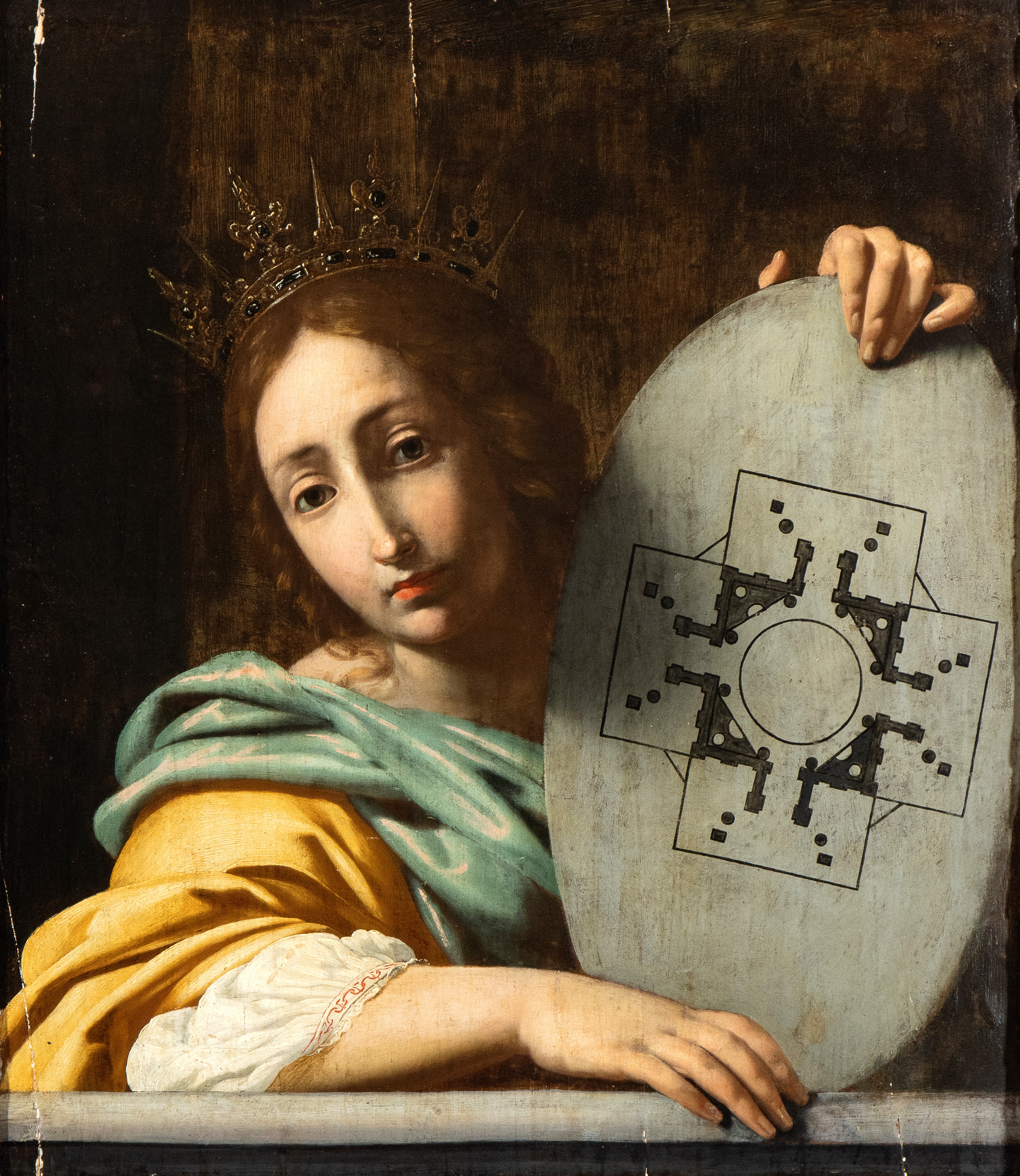
Allegoria della Magnificenza

### Ritratti e Allegorie
Nonostante la vita irrequieta, Cesare Dandini eseguì molte opere: oltre ai ritratti di personaggi famosi del suo tempo, anche nature morte: la tela con Due gabbiani appiccati, esposto nella Galleria degli Uffizi, è un esempio di equilibrio formale e stilistico vicino alla pittura olandese-fiamminga e fu per questo attribuito in un primo tempo al fiammingo Giusto Sustermans.
Fra i committenti delle sue opere si nota la presenza di musicisti, come Giovan Battista Severi, per il quale dipinse La morte di Zerbino e L'Ultima cena. Fece per la collezione del Cardinale Giovan Carlo de' Medici un Ritratto di fanciulla identificata dai suoi contemporanei come quello della cantante Checca Costa "famosa Cantatrice" (e amante del Cardinale Medici) com'è definita nella Vita di Cesare Dandini del Baldinucci, più volte citata.
Il Dandini fu, nel Seicento fiorentino, uno dei più prolifici pittore di allegorie, religiose, ma anche profane e mitologiche: una sua tela rappresentante La Carità (soggetto a lui caro, che ripeterà più volte) fu da lui dipinta per il Casino Mediceo di San Marco nel 1632, di cui sono oggi state rintracciate almeno quattro varianti, di cui una fu, nel 1702, trasposta in un arazzo conservato al Museo degli Argenti di Palazzo Pitti. Sempre in tema di allegorie famosa è la sua Allegoria della Commedia, forse per Villa La Petraia, oggi nella collezione della Cassa di Risparmio di Prato e una Figura allegorica, non meglio specificata, che si trova invece al Museo Stibbert di Firenze e l´Allegoria della Magnificenza, ex collezione Luigi Moretti, Roma.
Sempre per collezioni private si ricordano un'Artemisia per la Galleria Corsini, mentre una Figura femminile e un Apollo sono conservati nella galleria di Palazzo degli Alberti di Prato. Sempre a lui, per qualche tempo, fu attribuito Il flautista del Los Angeles County Museum, poi attribuito a Sigismondo Coccapani e di recente al fratello di Cesare Vincenzo Dandini.

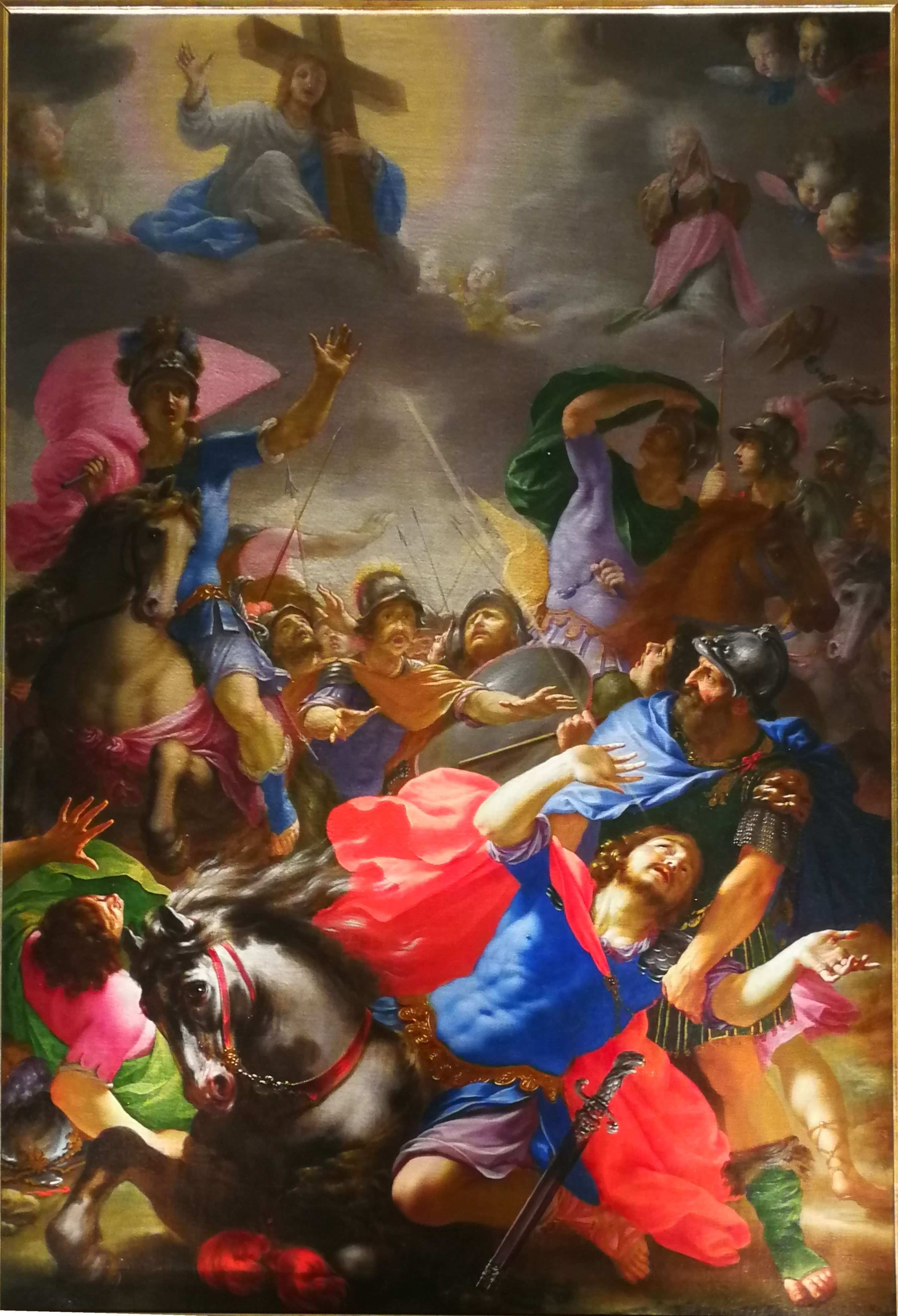
Cesare Dandini, Conversione di Saulo, Abbazia di Vallombrosa (Reggello), chiesa abbaziale, 1644

### Pale d'altare e Soggetti sacri
Le tele più famose furono quelle che Dandini dipinse per gli altari di varie chiese e conventi della Toscana. Dipinse per i Padri Serviti pale d'altare per la Basilica della Santissima Annunziata e per l'Abbazia di Vallombrosa sul Pratomagno. Nella prima dipinse una tela con Madonna in gloria e santi datata 1631, una Pietà per la sacrestia firmata e datata 1625 e un'Assunzione di Maria per la Cappella Falconieri. Per la seconda dipinse un ritratto del Beato Omodei del 1629 e una delle sue più importanti pale d'altare, La conversione di Saulo, del 1644. Due tele per la Chiesa di Santa Trinita, sempre dei Vallombrosani, rappresentano scene della vita di San Giovanni Gualberto, fondatore dell'ordine.
Fuori Firenze dipinse altre tavole d'altare come la Natività di Maria per il presbiterio della chiesa di San Lino di Volterra, mentre per la chiesa di Pontremoli di San Giacomo d'Altopascio fece invece una pala con Madonna e santi. A Pisa collaborò con il suo maestro Domenico Passignano agli affreschi per il Duomo, e nella Chiesa di Santa Caterina si trova una sua tela con La predicazione di San Vincenzo Ferreri.
Ad Arcegno, nel Canton Ticino, fece una Vergine in gloria e i Santi Giovanni, Pietro, Francesco e Paolo del 1640 che si trova nella chiesa parrocchiale di Sant'Antonio Abate. Ma la sua opera più citata si trova fuori dalla Toscana, un San Carlo in gloria nella Chiesa del Santissimo Sacramento di Ancona, che l'Abate Lanzi, nella sua Storia pittorica dell'Italia giudica "La migliore tavola che ne vedessi [...] composto con bell'arte, e ben conservato".

## Galleria d'immagini

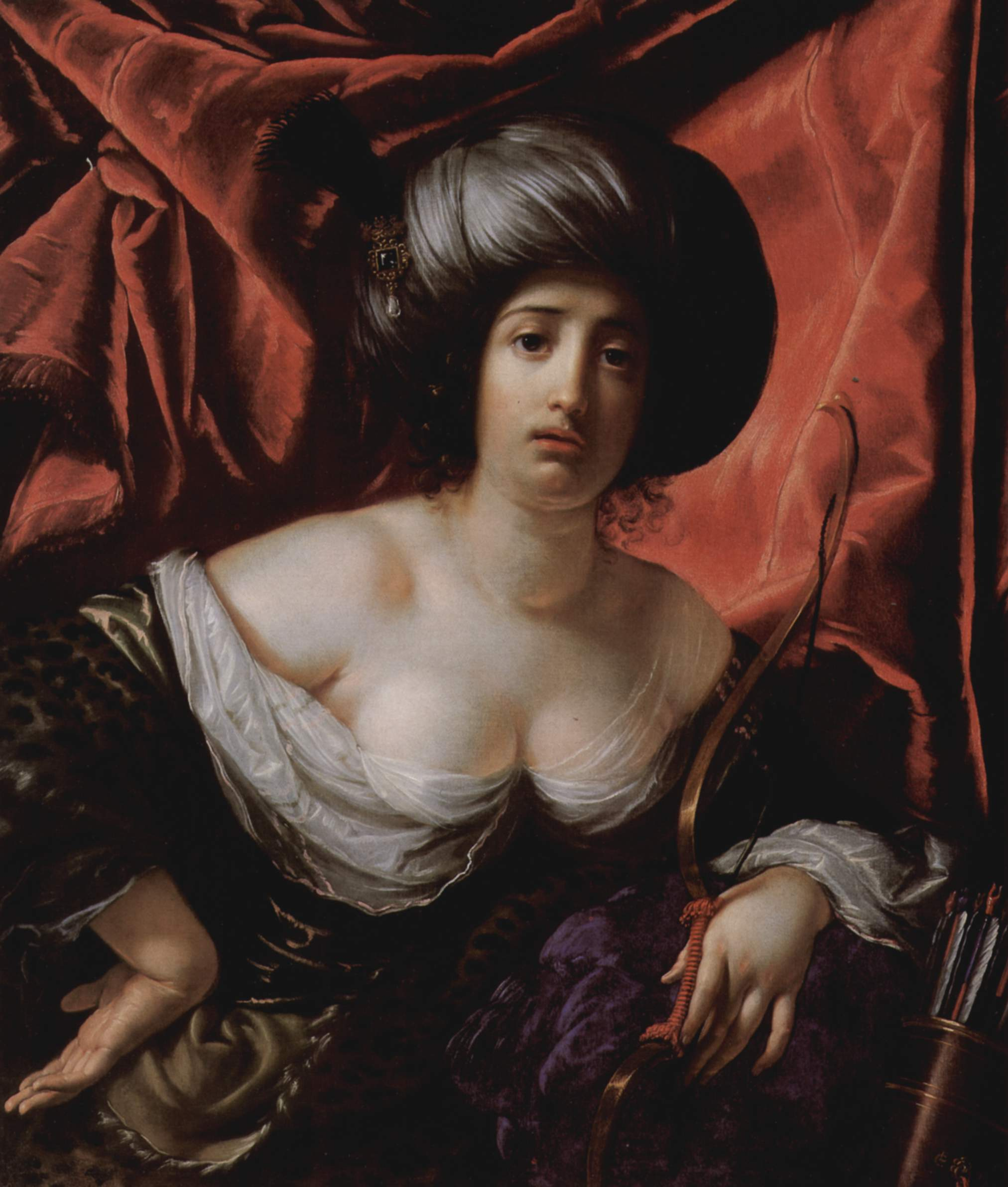
Gentildonna come Diana
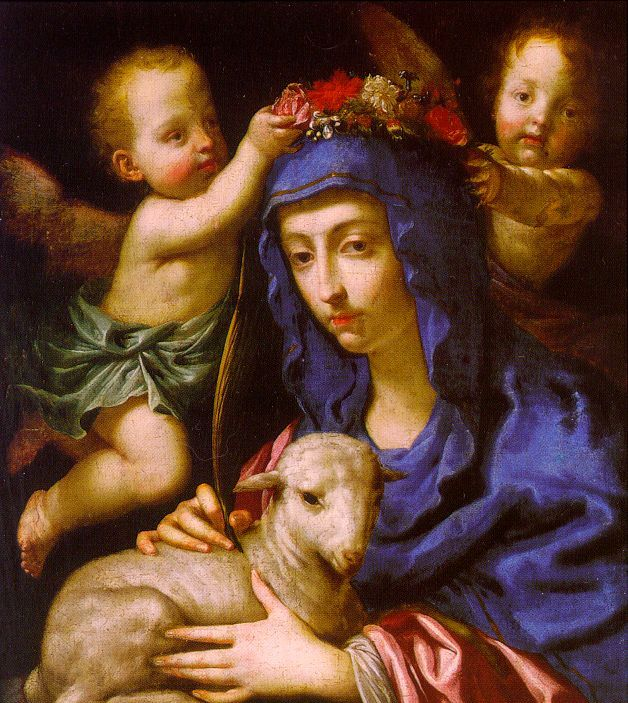
Santa Agnese
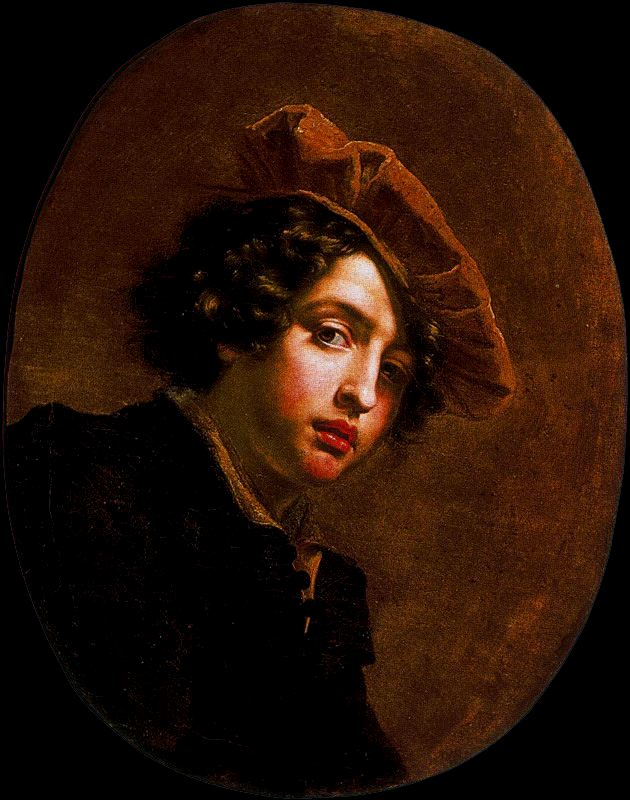
Ritratto di giovane
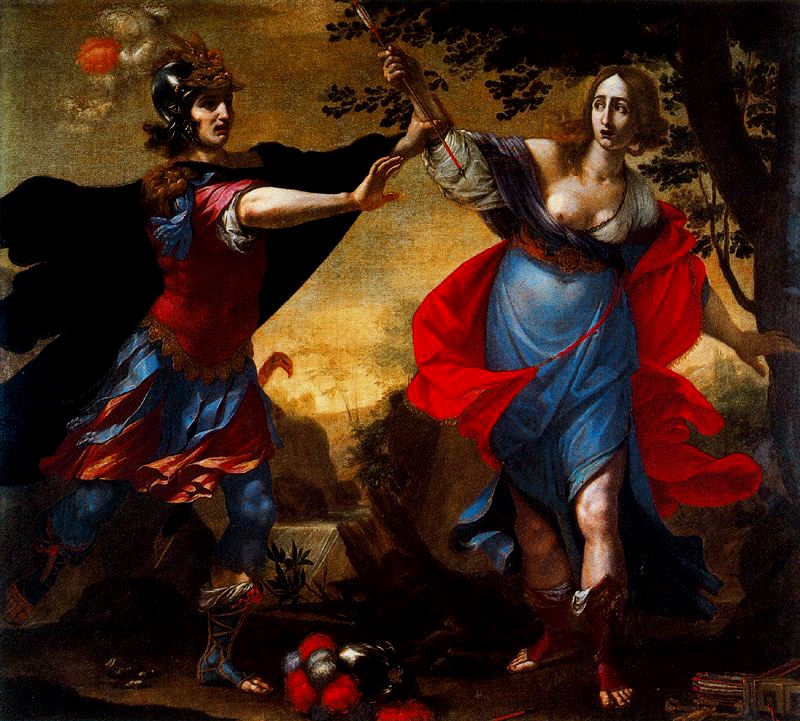
Rinaldo e Armida
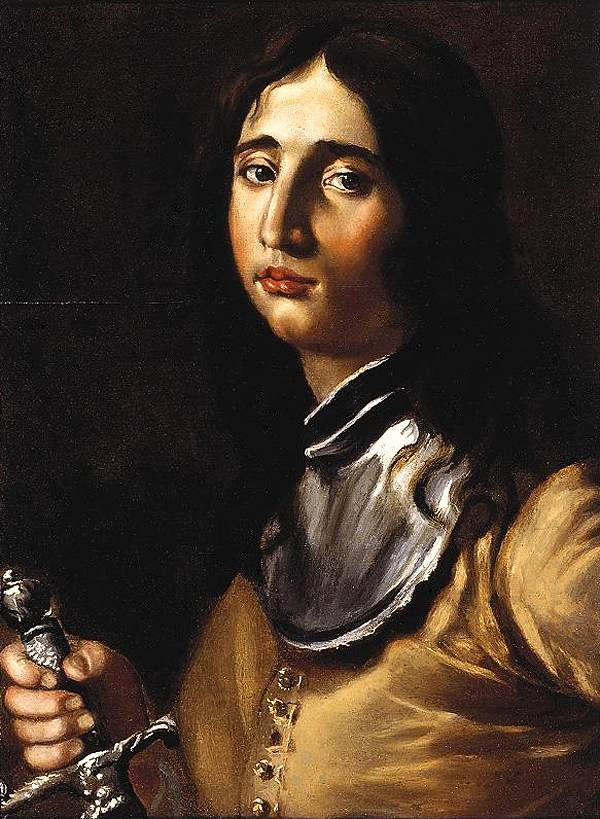
Ritratto di giovane soldato
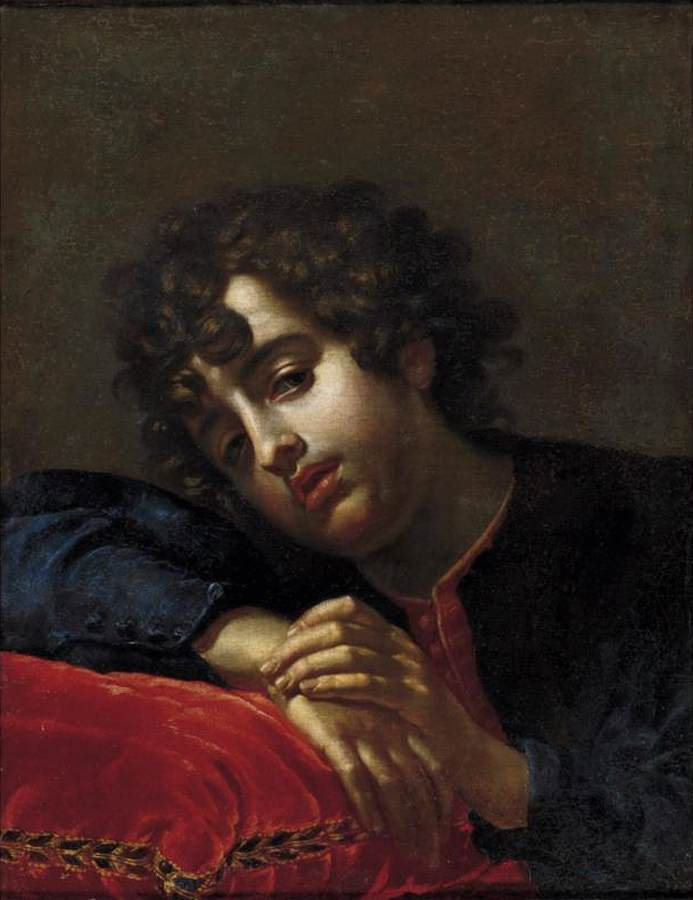
Ritratto di adolescente